# Museo de Carris
El Museo de Carris (en portugués: Museu da Carris) es un museo que está abierto al público y muestra la historia del transporte público en Lisboa. Está situado en la freguesia de Alcântara, municipio de Lisboa.

## Historia

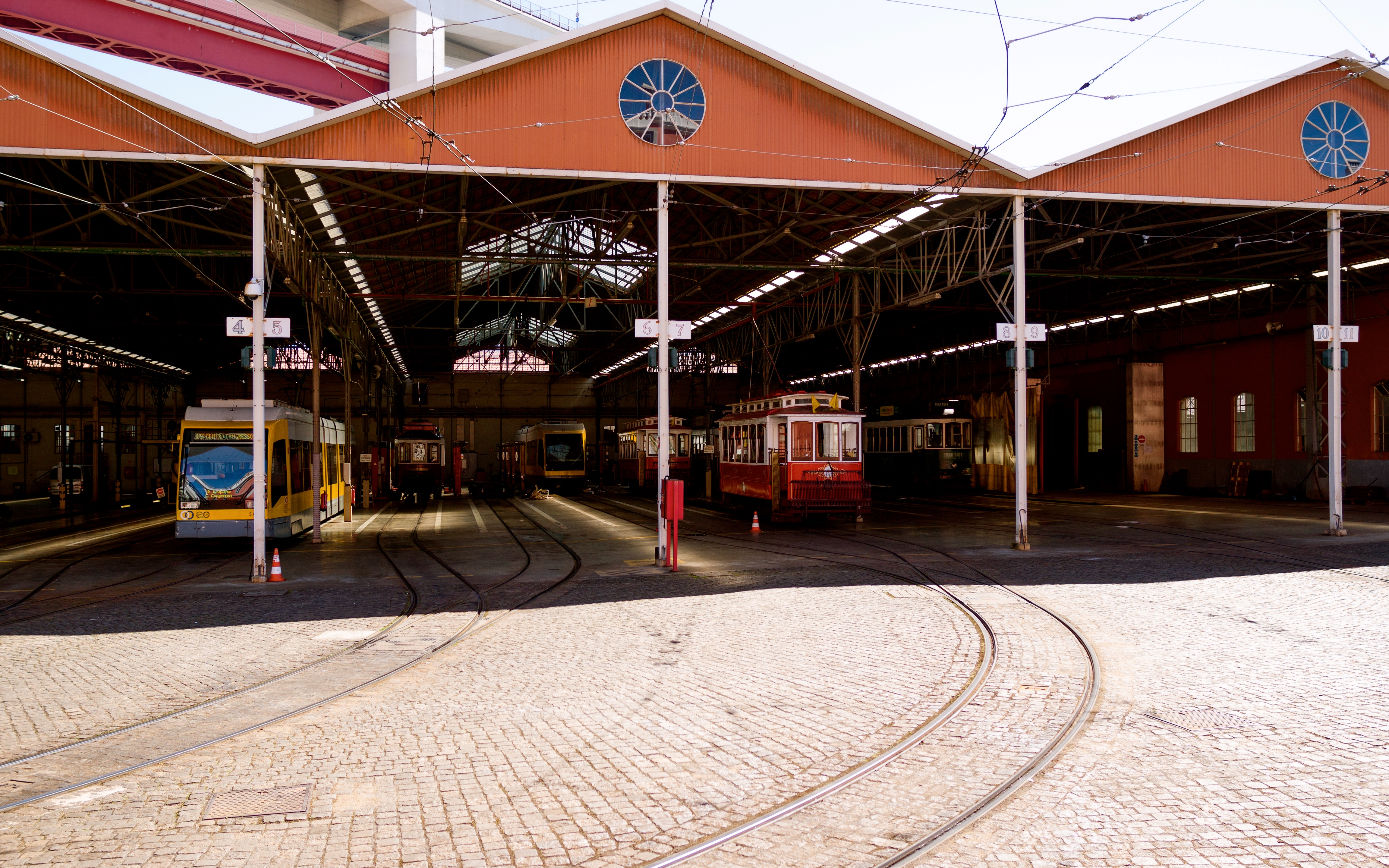
Vista de la estación de Santo Amaro, donde se almacenan todos los tranvías de Lisboa.

Originalmente la sede de la Companhia Carris de Ferro de Lisboa, la empresa adquirió el antiguo Palácio dos Condes da Ponte (residencia de los Condes de Ponte) en 1874, en donde se edificó la estación de Santo Amaro. El edificio está incluido dentro del grupo de Zona de Protección Especial que incluye la Capilla de Santo Amaro, el Palacio Burnay, Salão Pompeia y Casa Nobre de Lázaro Leitão Aranha y el Palácio Sabugosa.
En 1997, cuando se vendieron 24 unidades de tranvía que no fueron remodeladas, la dirección de Carris ya había reservado parte de la flota histórica para el futuro Museo de Carris, el cual fue inaugurado el 12 de enero de 1999 con la presencia del presidente de la República, Jorge Sampaio, y forma parte de la Red de Museos Portugueses desde mayo de 2010.

## Colección

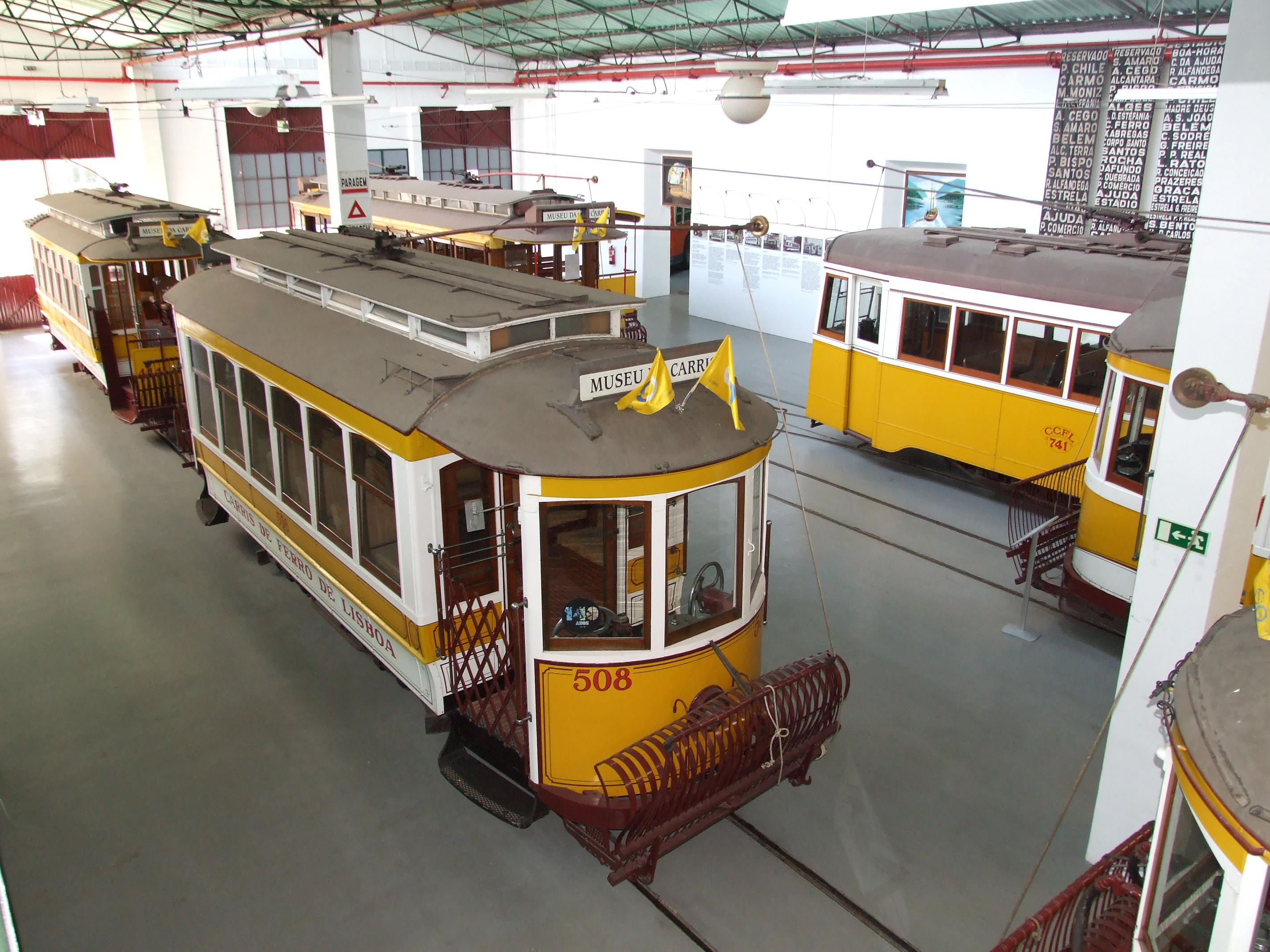
Vista parcial de la exhibición de tranvías antiguos.

El acervo del Museo de Carris está dividido en dos áreas: una sección documental y una de objetos. La exhibición está dividida en tres núcleos:
- Núcleo 1 (Historia): Presenta la evolución histórica de los tranvías y el metro de Lisboa. Contiene también muestras sobre el área administrativa de Carris y el servicio de salud de la empresa, además de la historia de la banda musical de Carris.[7]
- Núcleo 2 (Colección): En un área de aproximadamente 2000 m², conectadas con el núcleo 1 a través de un antiguo tranvía de 1901 remodelado en los años 1960 y con decoración de Pedro Leitão, se presentan diferentes carros desde los tranvías de tracción animal hasta buses de mediados del siglo XX.[7]
- Núcleo 3 (Restauración): Contiene los vehículos que se encuentran en proceso de reparación y remodelación para su exhibición en el futuro.[7]

## Galería

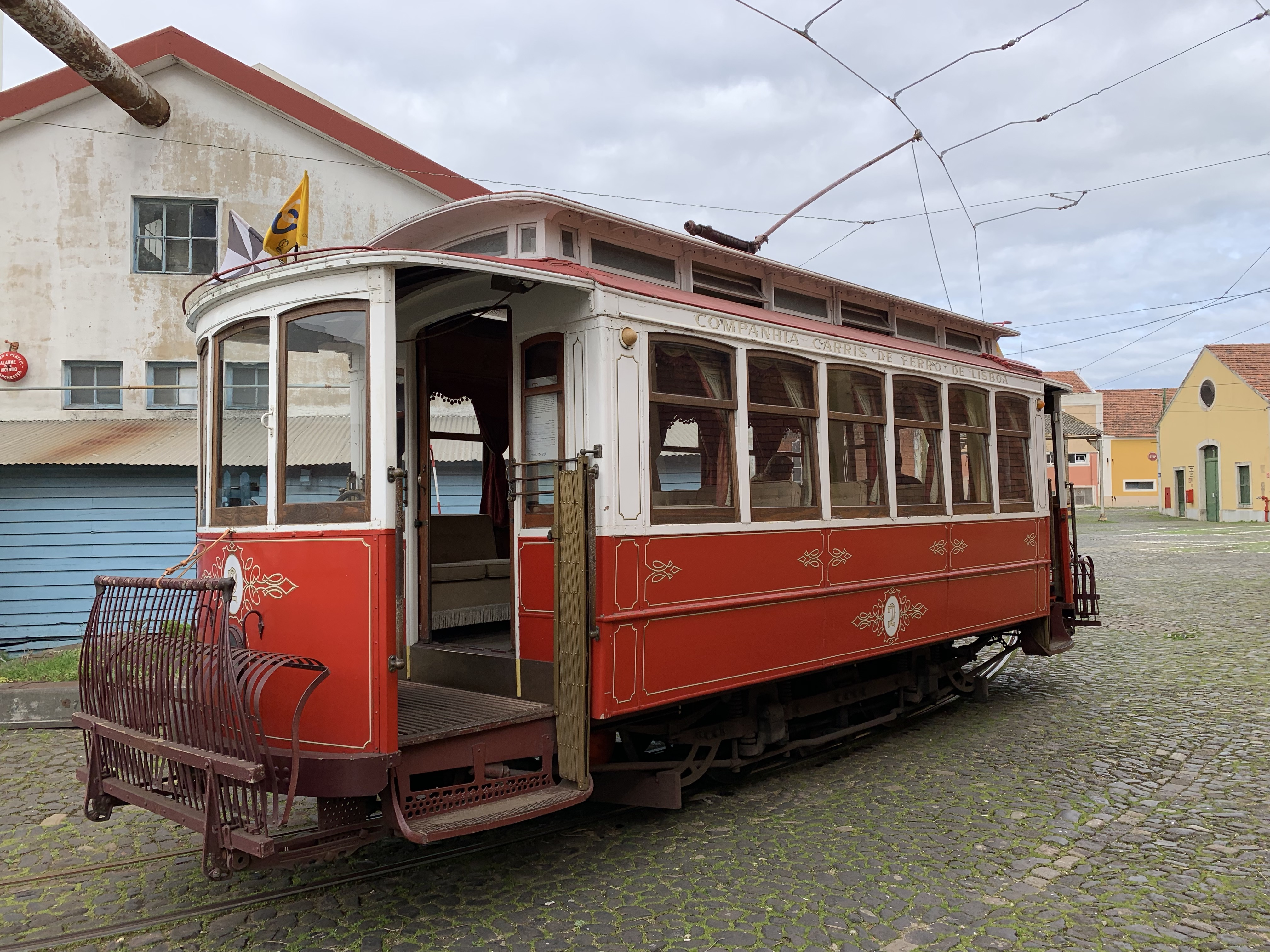
Tranvía de 1901 que conecta los núcleos 1 y 2 del museo.
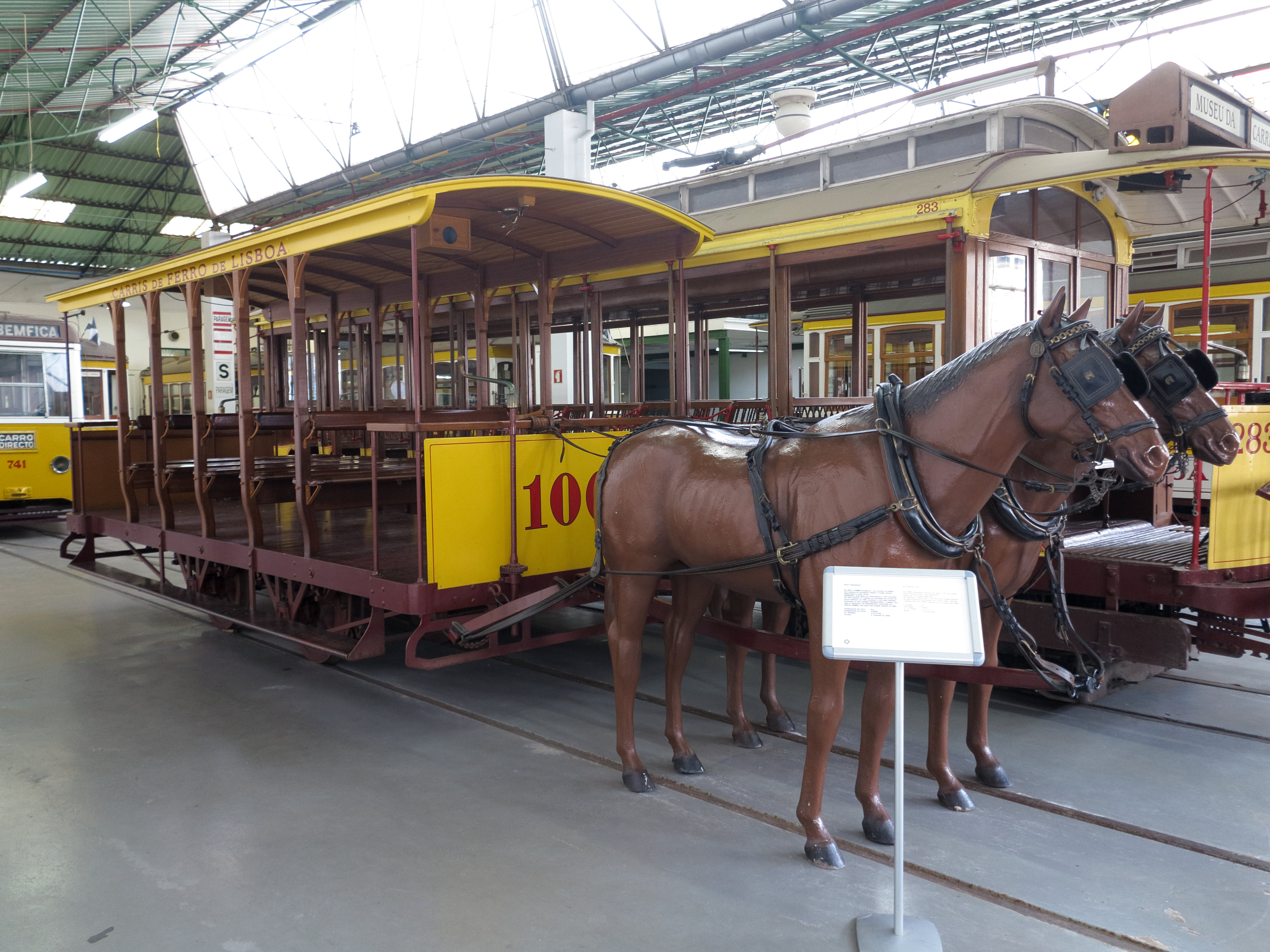
Tranvía de tracción animal (denominado «carro americano»).
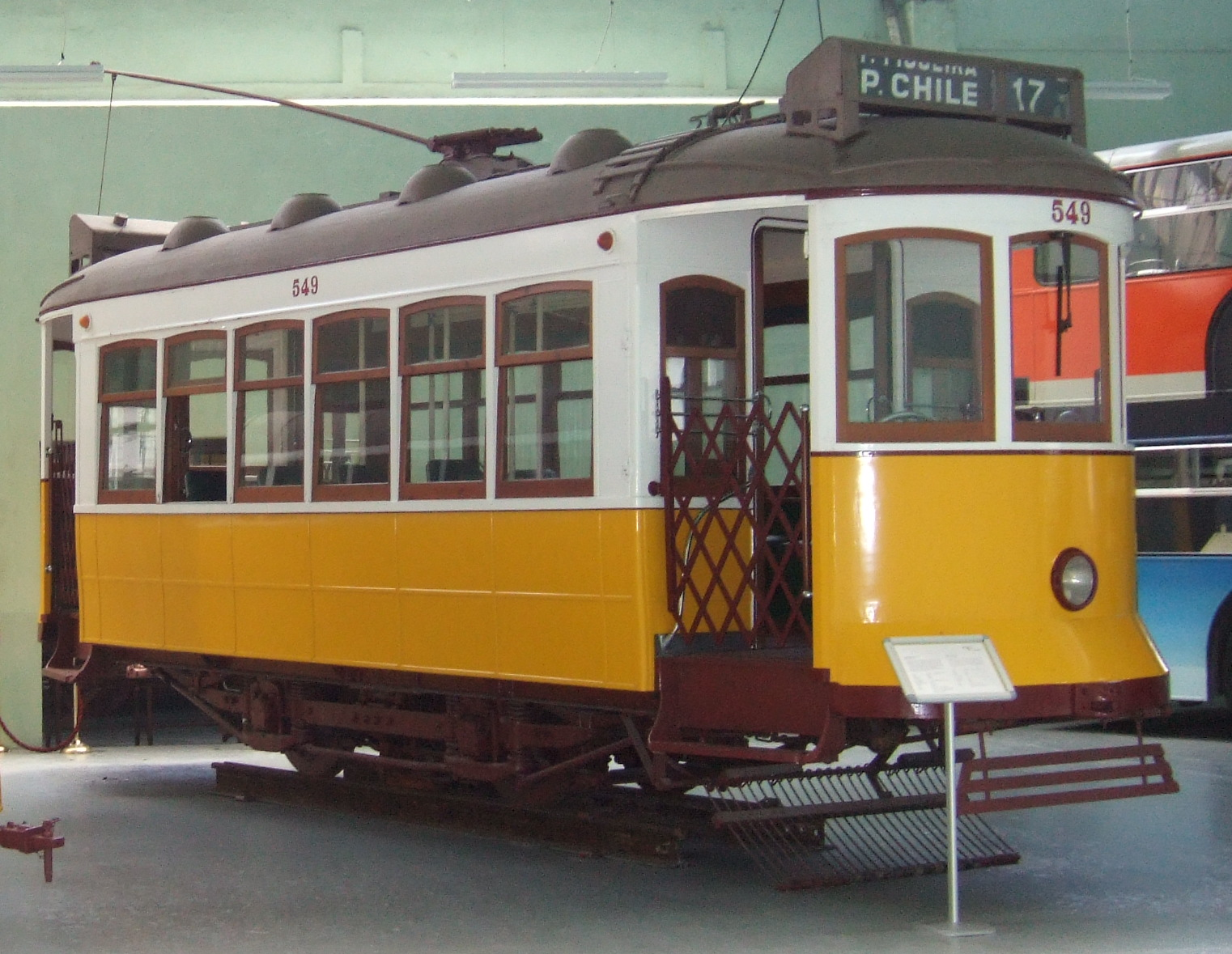
Tranvía 549.
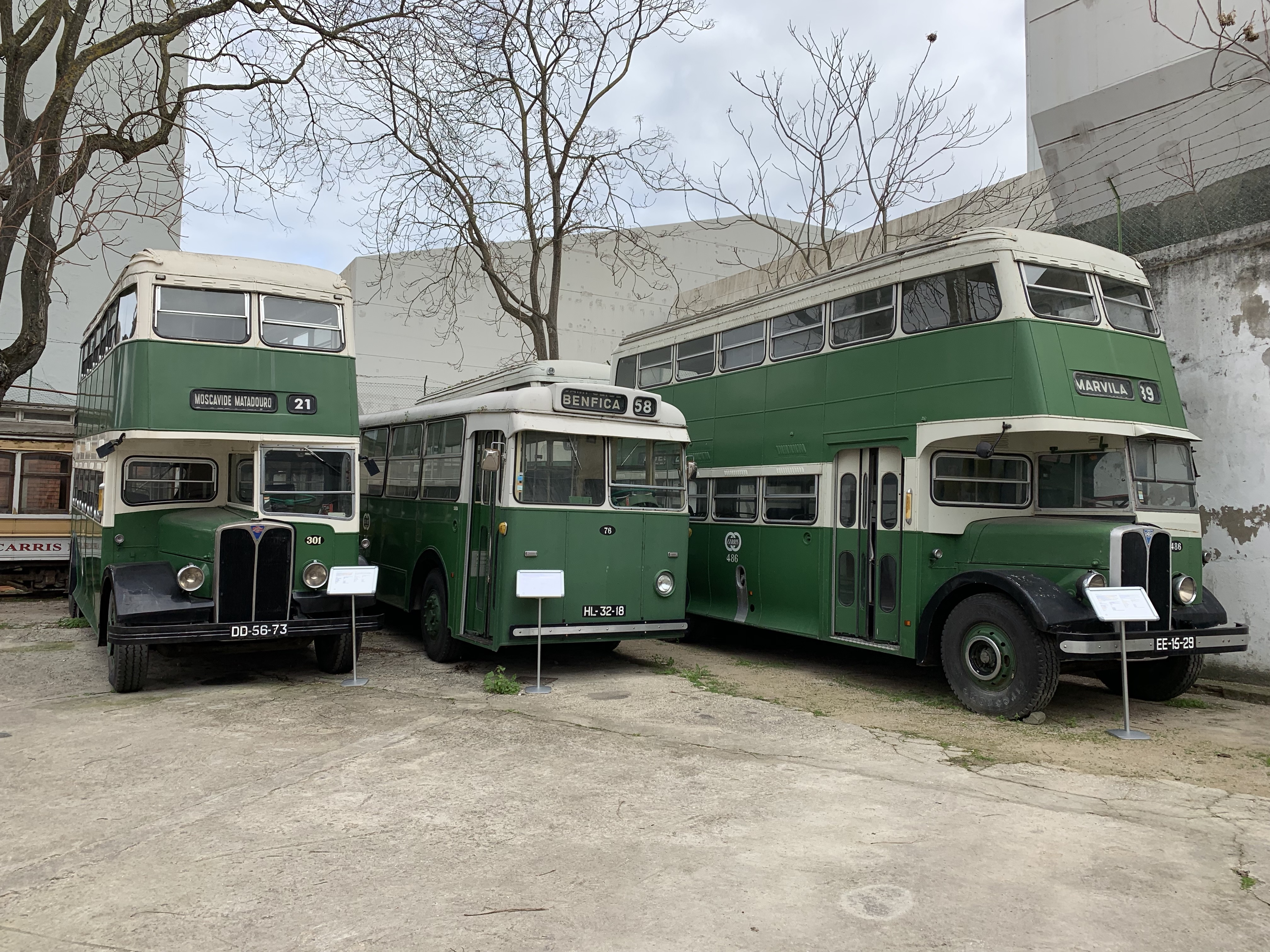
Antiguos buses de Carris.